# 크레톡시리나
크레톡시리나(Cretoxyrhina mantelli)는 백악기 중기인 약 1억 년 전부터 약 8200만 년 전까지 살았던 고대 상어이다. 몸길이는 최대 8m에 몸무게는 약 5톤 가량으로 현재의 백상아리보다 훨씬 더 큰 크기였다.

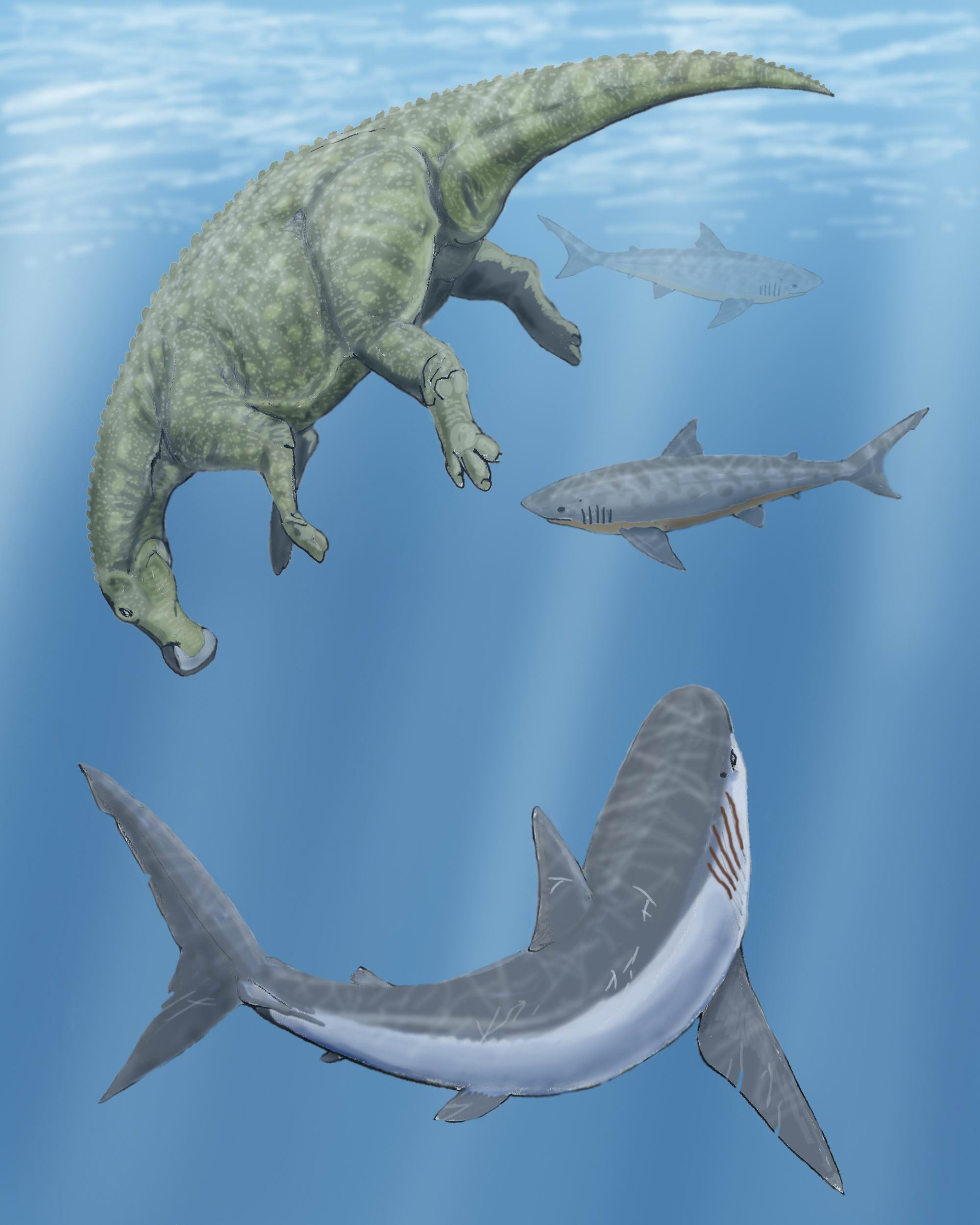
클라오사우르스의 사체 주위를 맴도는 까마귀상어 두 마리와 크레톡시리나